# 斜路
斜路（しゃろ）とは、進行方向に、人間が認識できる程度以上の勾配を持つ道路または通路をいう。ただし、道路が造成される途上で高低差をつなぐために自然発生した場合は、単に「坂」「坂道」と呼ばれることが多く、歩行者通路の場合は（日本語においては）スロープという呼び方が普及している。
自然発生したものだけではなく、人為的に作られる場合もあるが、その歴史は浅く、1つには自動車を始めとする車両の発生とモダニズム建築において、その造形が好まれたことが挙げられる。
現代の先進国では階段の使用が難しい、もしくは不可能な人々のために福祉的な意味合いで公共施設などでは法的強制力を持って設置される場合が多い。

## 道路

### 自動車用
道路は「道路法」によって定義されており、原則として車両も通行できることが想定されている。人為的に作る場合は、高低差のある場所へ車両を通行させようとする場合に必要とされ、立体交差する交差点・上・下階へ車が上がるもしくは降りる場合・土手との高低差の大きい川の橋などで発生する。
雨天時などは平坦路より滑りやすいため、舗装に特別な工夫が必要となる場合がある。ぴんころ石を青海波の形に敷き詰めるなど伝統的手法である。
そのうち建築物や構造物に付属したものは「ランプ（ランプウェイ）」と呼ばれることもある。

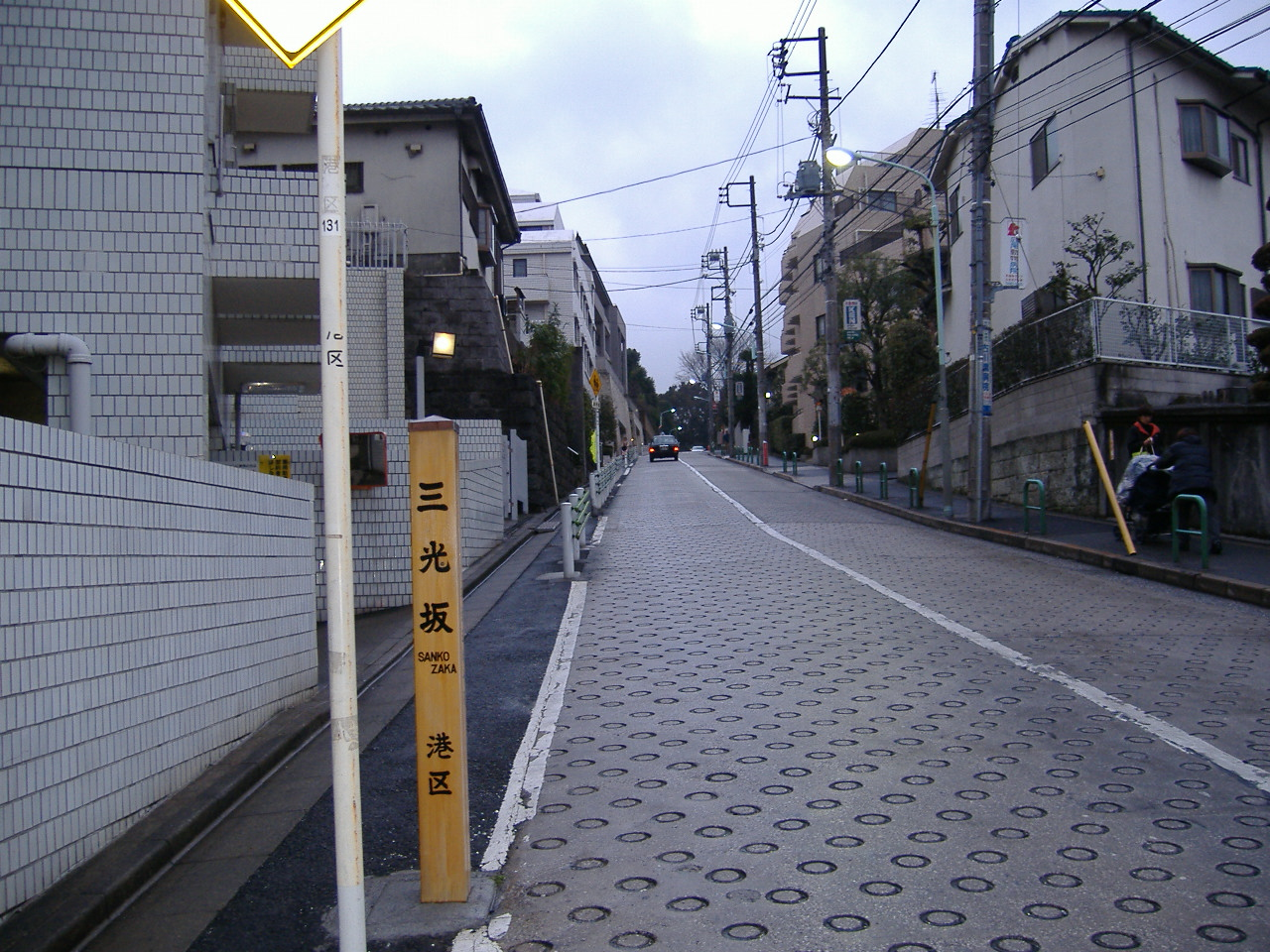
滑り止め対策のマーキングがついた車道 東京都港区三光坂
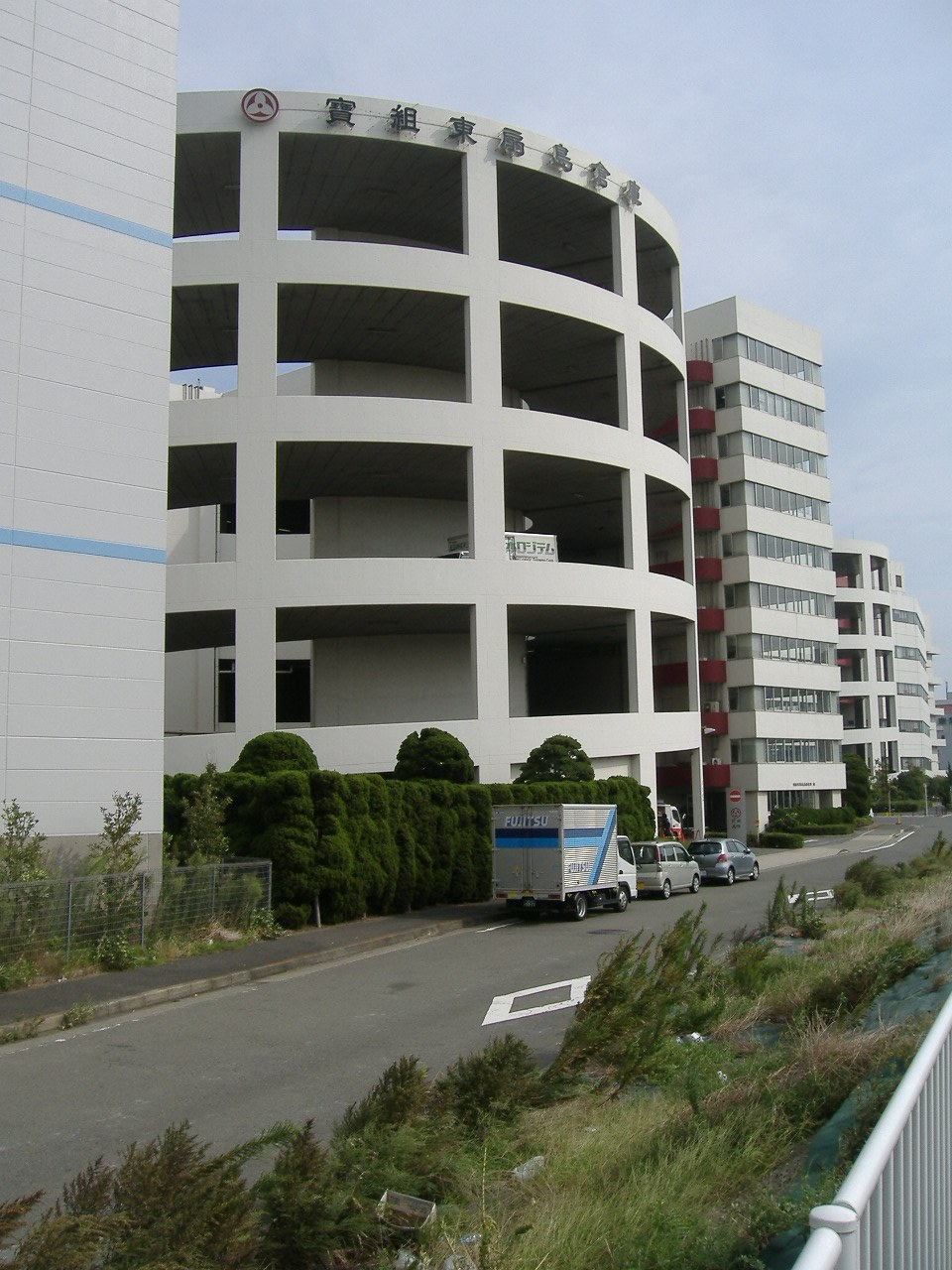
ランプウェイ倉庫 東京都台東区東上野,寶組東扇島倉庫
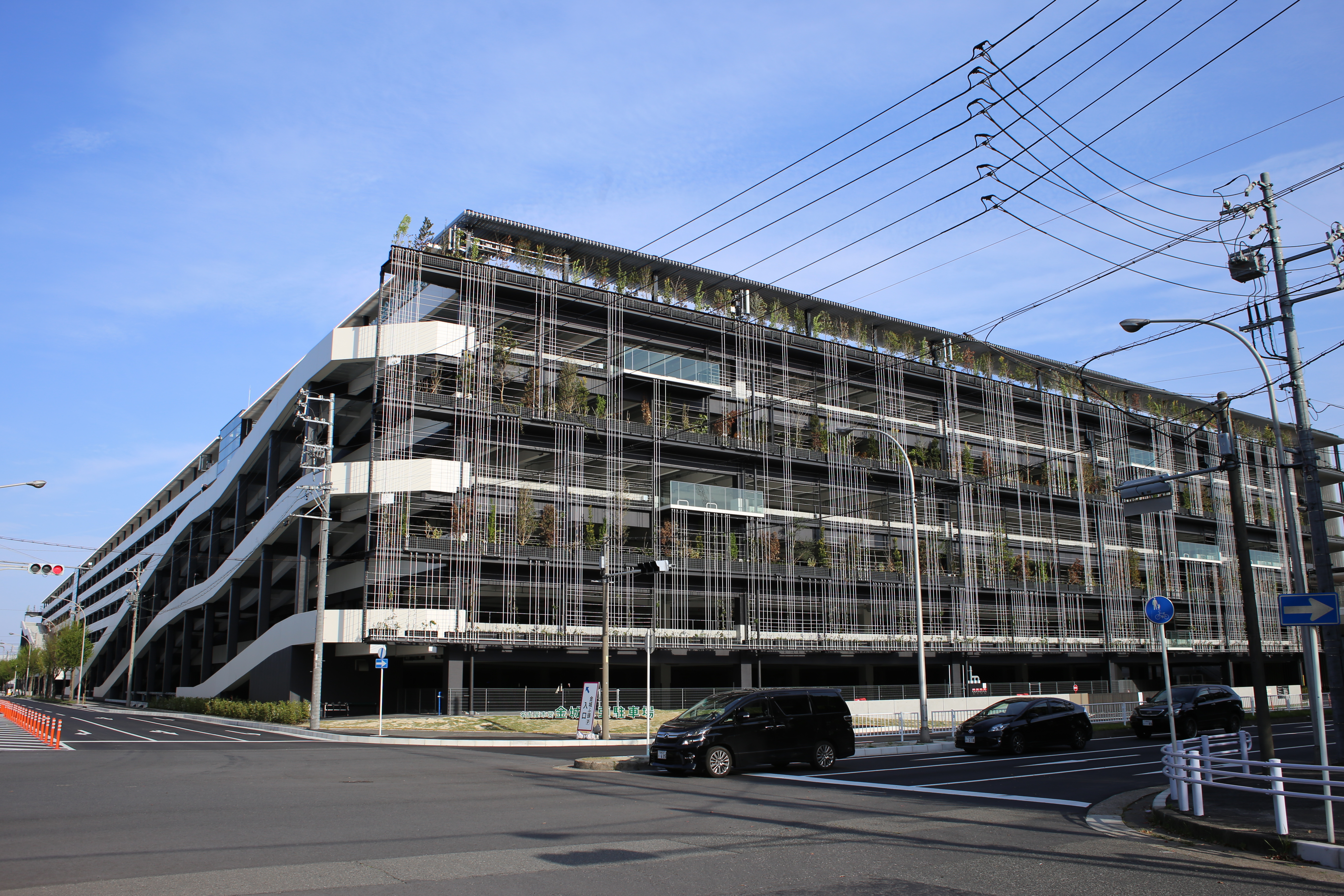
自走式立体駐車場（日本）

### 歩行者用
道路は人も通行するが、滑りやすいことでは自動車と同様のため、同じような滑りにくい舗装や手すりが付いている場合がある。
歩行者用ということで道路であるにもかかわらず階段となっているところもあり、下記の自転車用を並走させている場合もあるが、階段が使用できない人は突然現れる階段にUターンや遠回りを余儀なくされるため、できる限り配慮が必要である。

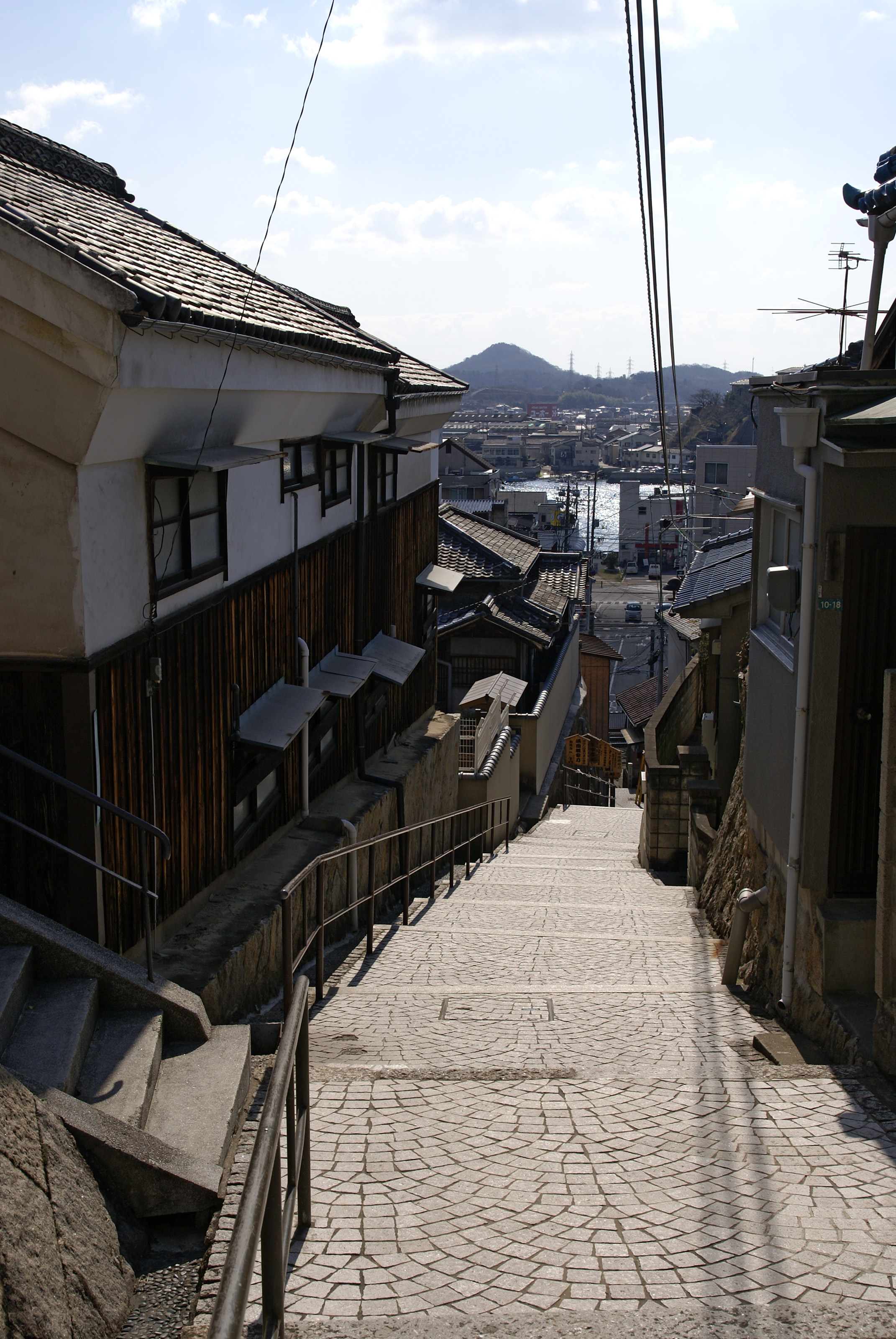
坂の階段の歩道 広島県尾道市・千光寺新道
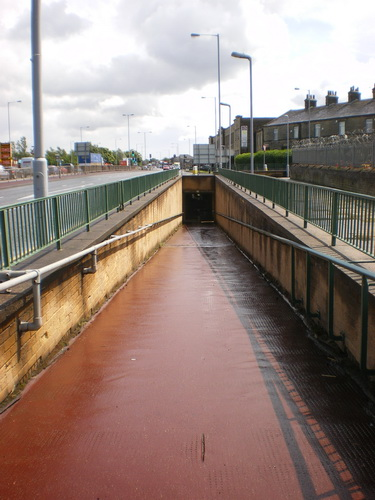
地下鉄の入り口の歩行者用スロープ イギリス,ブラッドフォード
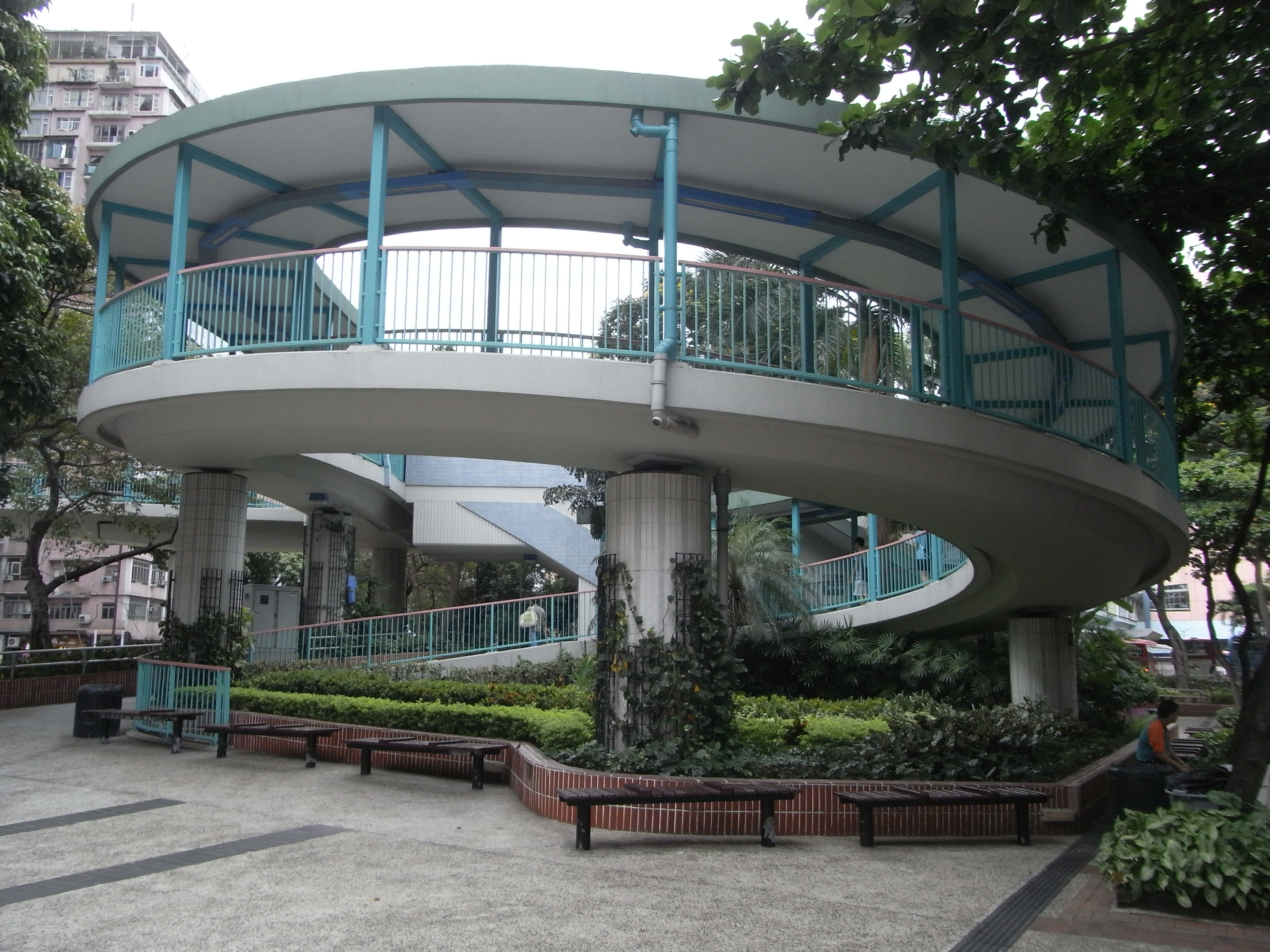
歩行者用螺旋スロープ 香港,市政局百週年紀念花園

### 自転車用
横断歩道橋や地下横断歩道においては、自転車のために設置されることがある。
自転車に乗ったまま通れるように階段とは別に設置されることもあるが、自転車を押して通るために階段の脇に階段と同勾配で設置される場合もある。

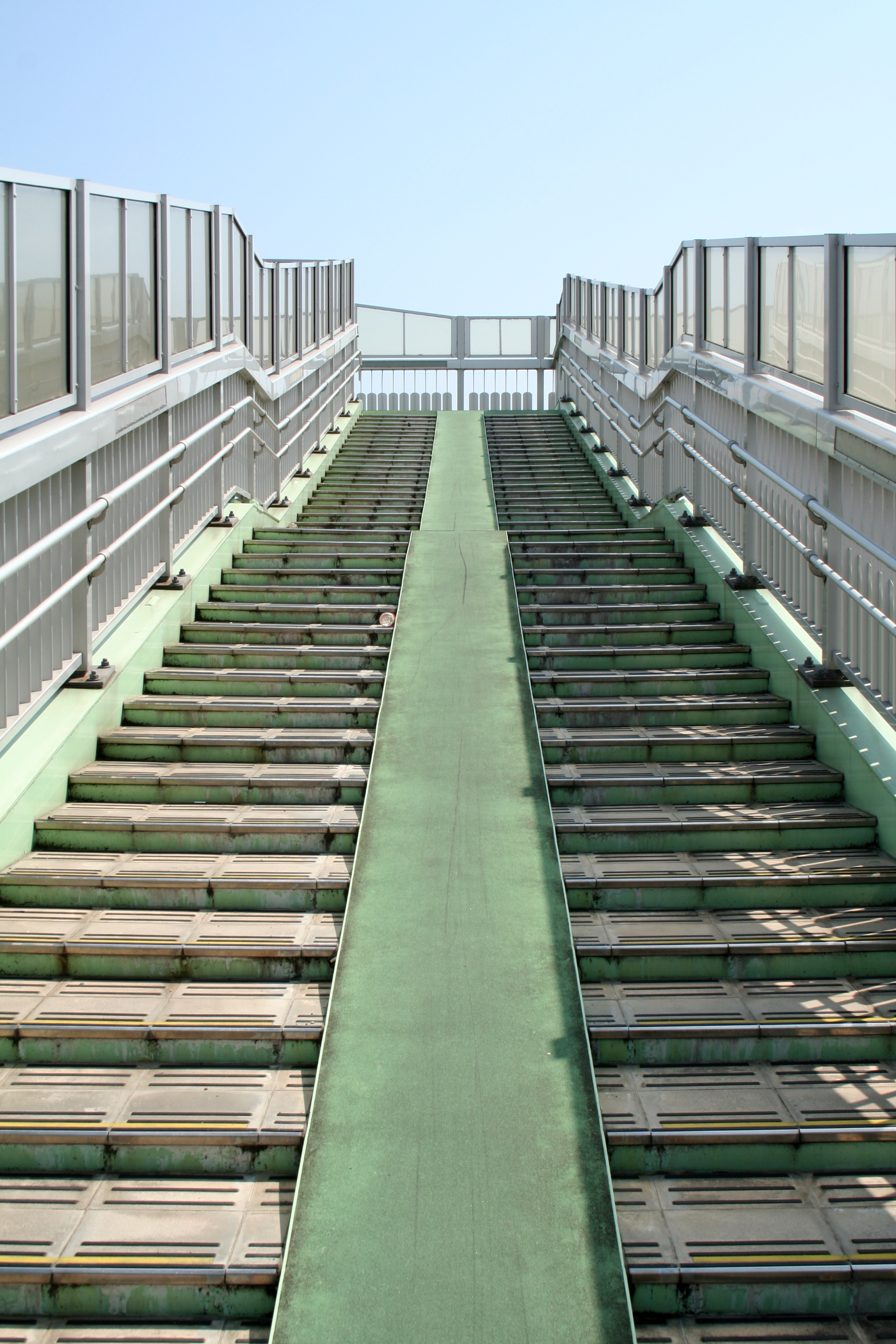
自転車用スロープ(斜路)付き階段 日本
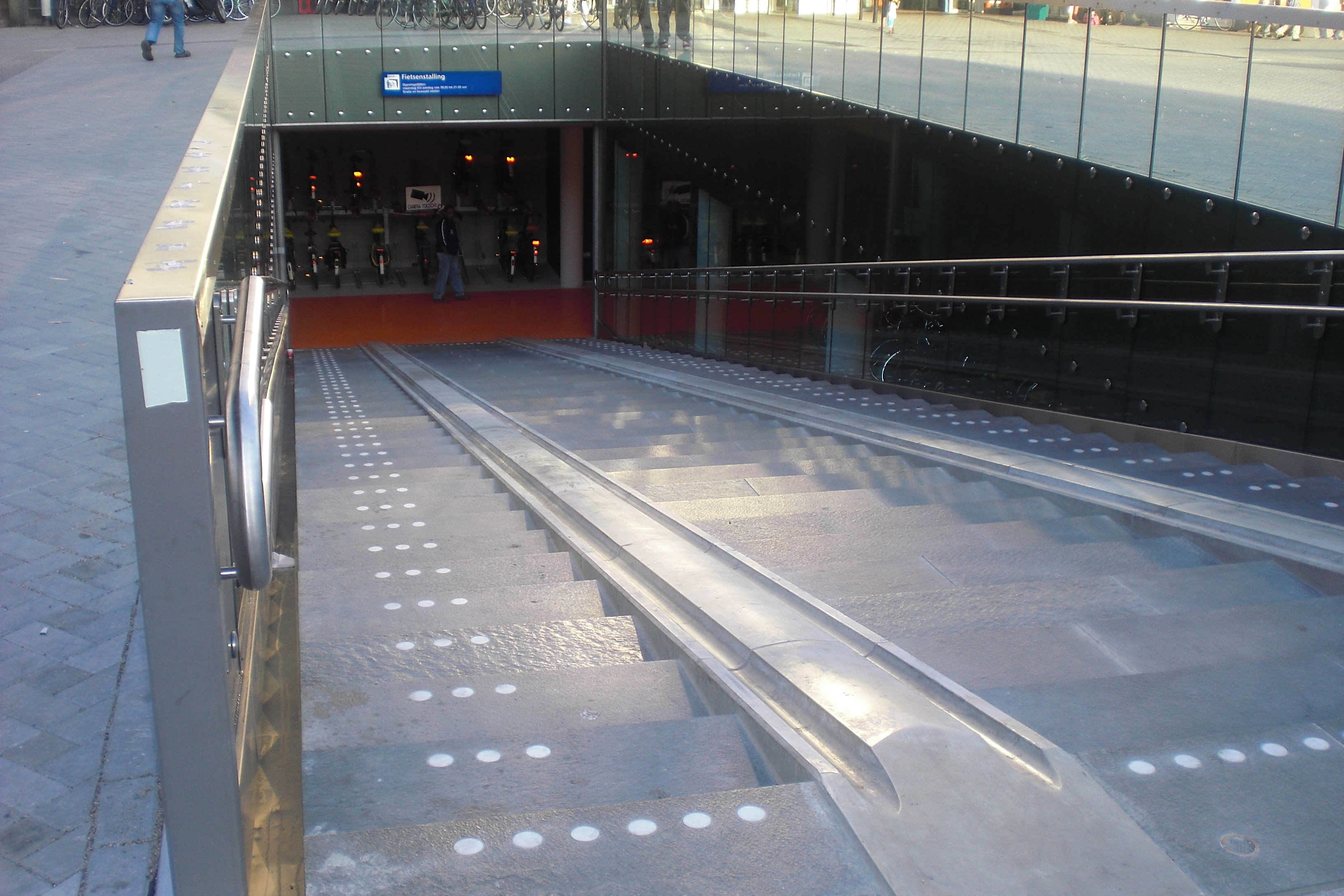
自転車用スロープ(斜路)付き階段 オランダ
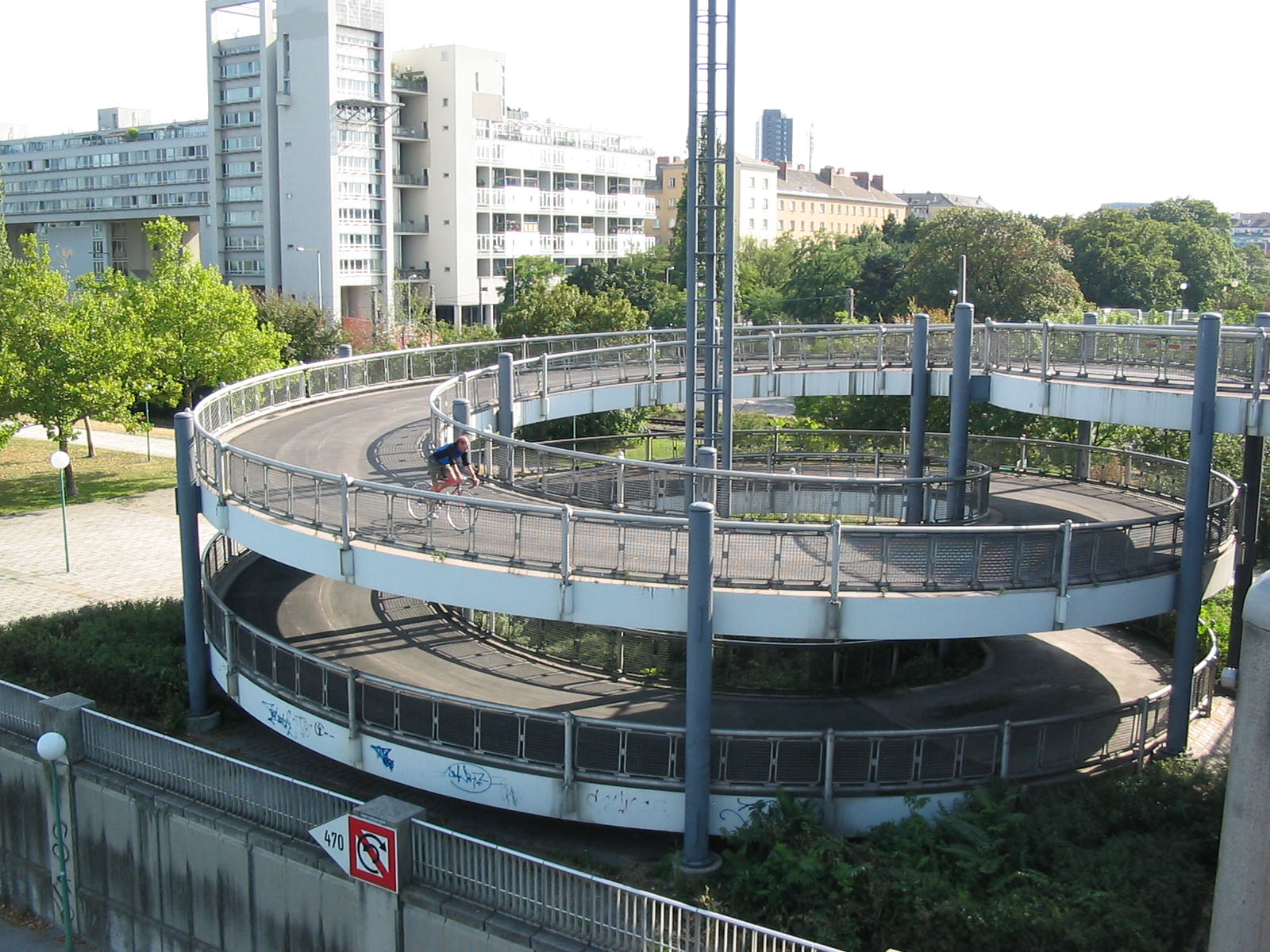
歩行者と自転車用螺旋スロープ オーストリア,ウィーン

## 通路

### 屋内・エントランス
建築物の床面に高低差がある場合（道路、通路、屋内間および各部屋間）階段などを設置するが、階段の使用が難しい人（障害者、高齢者など）のために設けることがある。
特に、法律（バリアフリー法）で定められた、特定建築物（バリアフリー化は努力義務）や特別特定建築物（バリアフリー化は適合義務）に設置されるが、この場合、勾配・幅などを同法に設けられている基準（建築物移動等円滑化基準、建築物移動等円滑化誘導基準など）に合致している必要がある。なお、この上記の基準は建築基準法施行令で定められている基準とは違う点に留意する必要がある。
また、必ずしも必要ではない場合でも、建築空間・外部空間を演出するために用いられることもある。

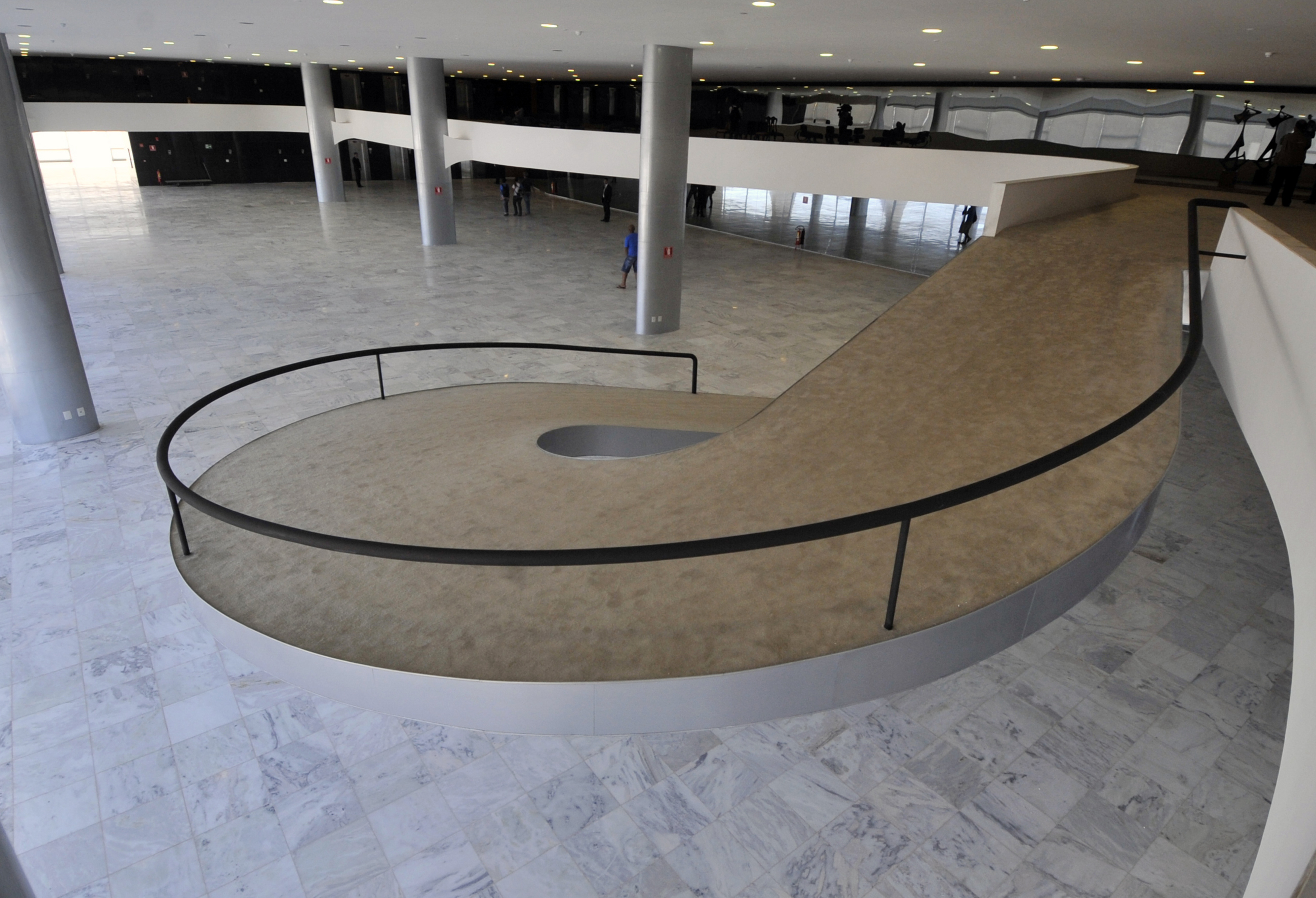
屋内の歩行者用スロープ ブラジル
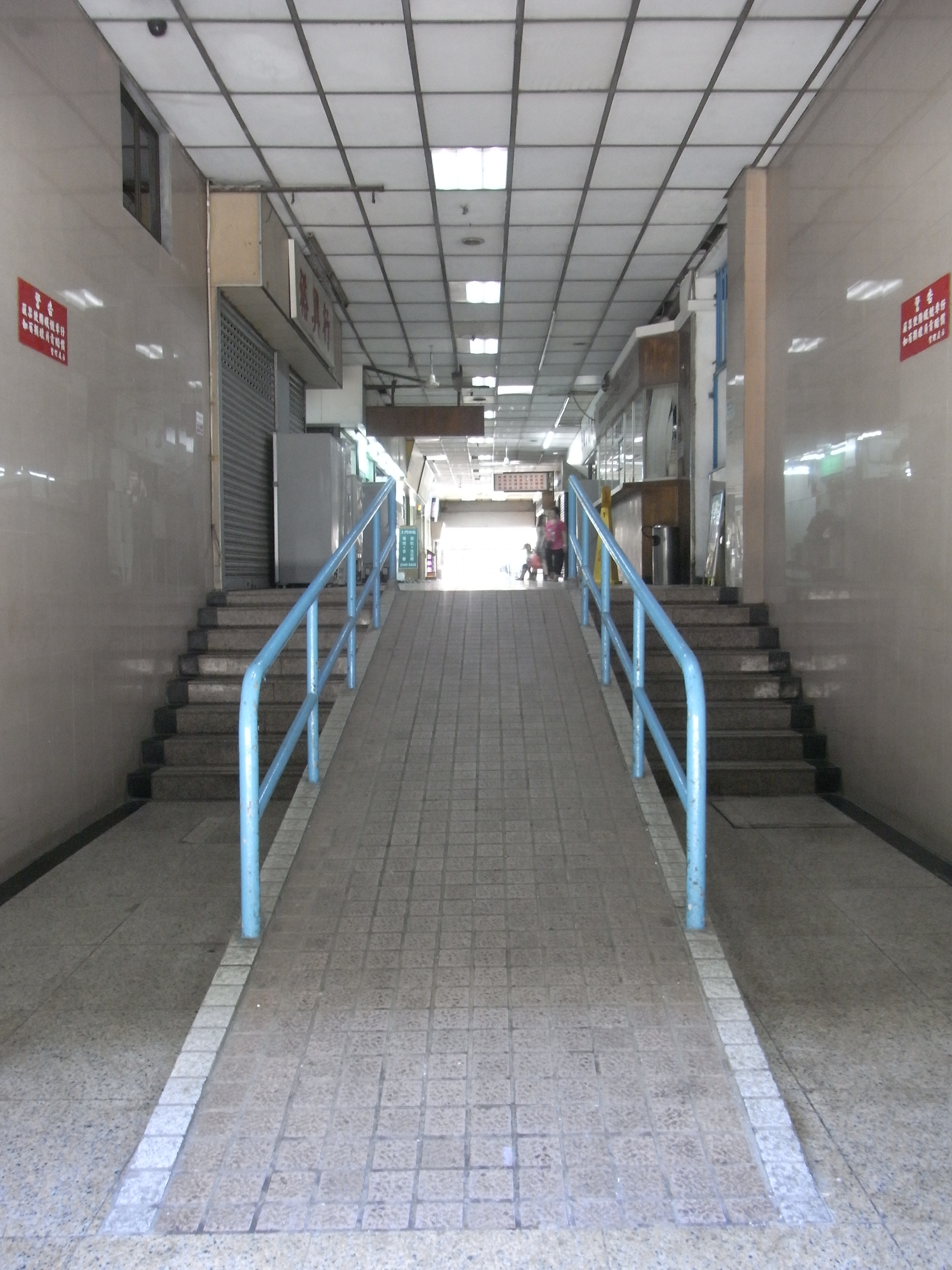
屋内の車椅子用スロープ
香港,均益大廈（中国語版）第2期
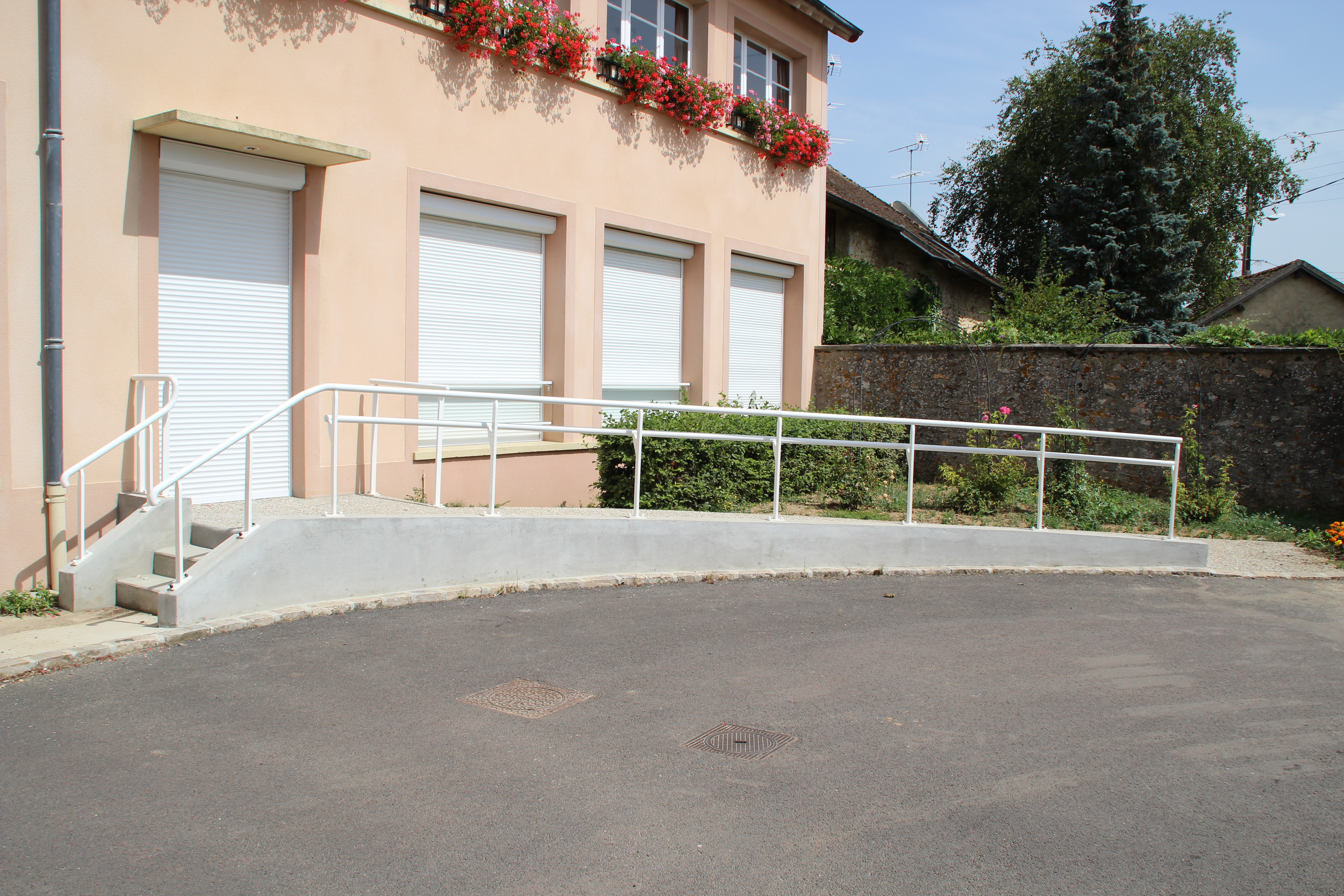
庁舎のエントランスの車いす用スロープ フランス

### 乗船用
岸壁と船の間をつなぐ通路は、水面の高さが潮汐作用や波により変化するため、斜路（スロープ）となる。特に自動車が乗り込むフェリーボートでは、船の甲板側に可動式の鋼板を設置し、これを岸壁に跳ね下ろすことにより乗・下船用通路として使用する。

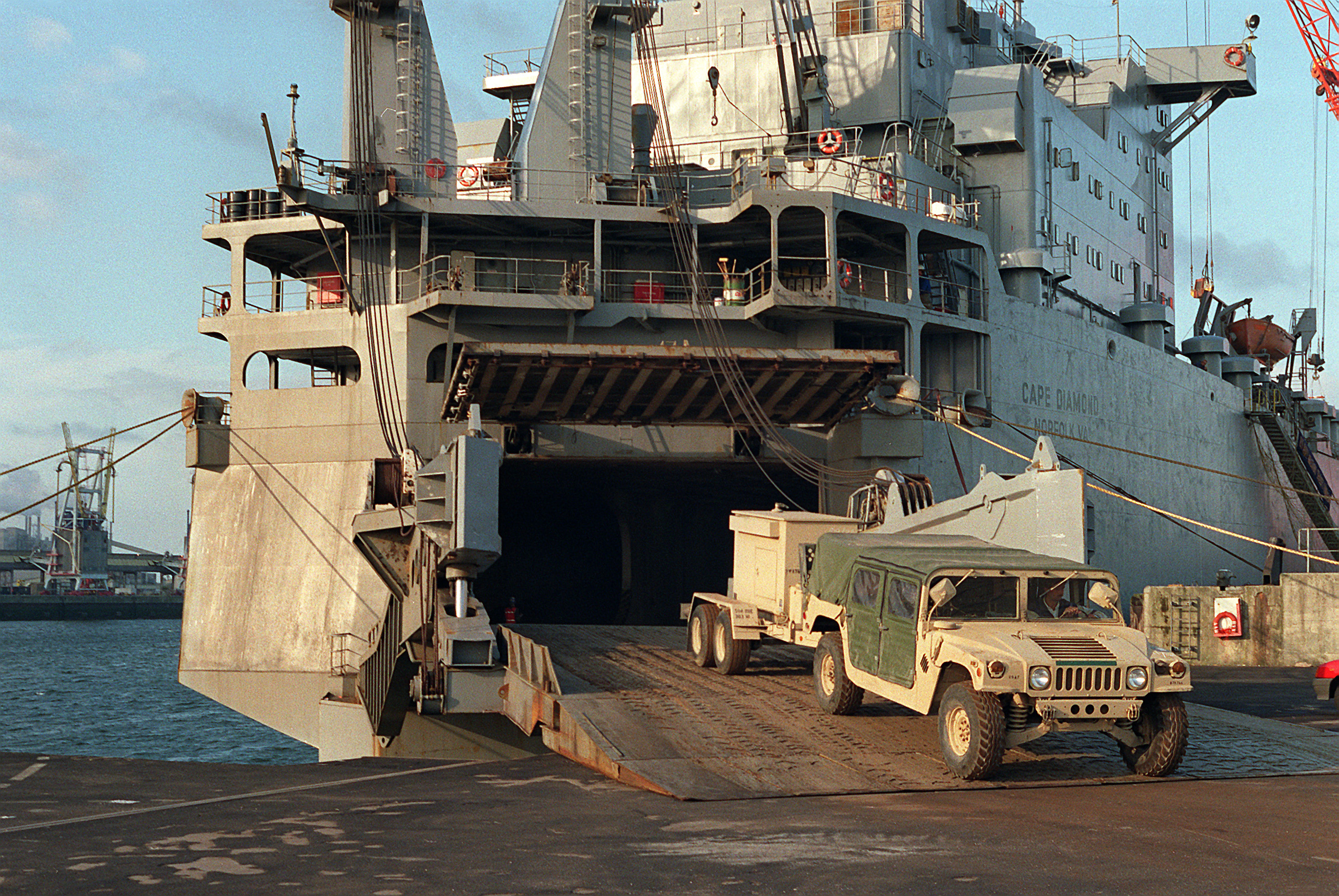
貨物船のランプウェイ
アメリカ合衆国